# Tinadendron
Tinadendron là một chi thực vật có hoa trong họ Thiến thảo (Rubiaceae).

## Loài
Chi Tinadendron gồm các loài: